# World of Warplanes
World of Warplanes – komputerowa gra zręcznościowa z gatunku MMO wyprodukowana przez Wargaming.net oraz Persha Studia, koncentrująca się na walkach powietrznych II wojny światowej. Otwarte beta testy gry rozpoczęły się 2 lipca 2013 roku w Ameryce Północnej i Rosji oraz 4 lipca w Europie.

## Rozgrywka

### Nacje
W grze jest obecnie 7 dostępnych państw, czyli: Rosja, Niemcy, Ameryka. Japonia, Anglia, Chiny i Francja, z czego samoloty z ostatnich dwóch państw są tylko samolotami premium, dostępnymi za złoto i prawdziwe pieniądze.

### Pieniądze
W grze są 2 rodzaje pieniędzy: kredyty oraz złoto. Kredyty zarabiamy w bitwach, i służą one do zakupu samolotów oraz sprzętu eksploatacyjnego. 
Złoto możemy zdobywać za samouczki, wygrywać w konkursach World of Tanks lub kupować. Złoto wydajemy na lepszą amunicję, samoloty premium, konwersję doświadczenia na wolne punkty doświadczenia itp.

### Bitwy
Bitwy mogą mieć maksymalny format 15x15, lecz pełna bitwa zdarza się często tylko z 4-6 tierami. 
Czas oczekiwania na bitwę 1-3 tieru są długie (4-5 minut) i często ich sukcesem są bitwy w składzie od 1 na 1 do 6 na 6. W bitwach gracze zdobywają "punkty". Punkty otrzymuje się za niszczenie jednostek naziemnych oraz samolotów.
Jednostki naziemne to okręty i czołgi, często występujące w grupach. Każdy okręt jest podzielony na części, takie jak: działa plot (oznaczone trójkątem), miejsca nieopancerzone (oznaczone żółtymi kwadratami) i miejsca opancerzone (oznaczone czerwonymi kwadratami). Działa plot prowadzą ogień w kierunku gracza; elementy opancerzone, ze względu na wytrzymałość, ulegają zniszczeniu  tylko za pomocą wysokokalibrowej broni; zwykłe elementy ze względu na niską wytrzymałość można  niszczyć każdym typem broni.